# Alleanza di Secondigliano
L'Alleanza di Secondigliano è un'organizzazione criminale nata a Napoli verso la fine degli anni ottanta del XX secolo, e che negli anni successivi si impadronì di quasi tutti i traffici illeciti della città (contrabbando, estorsioni, appalti, traffico di stupefacenti).

## I boss
- Gennaro Licciardi (Napoli, 30 novembre 1956 – Voghera, 3 agosto 1994)
- Edoardo Contini (Napoli, 6 luglio 1955) — arrestato
- Francesco Mallardo (Giugliano, 1 aprile 1951 – Parma, 29 maggio 2025)
- Maria Licciardi (Secondigliano, 24 marzo 1951) — arrestata
- Vincenzo Licciardi (Napoli, 27 giugno 1965) — arrestato
- Costantino Sarno (Napoli 17 dicembre 1954) - Arresti domiciliari

## Storia
L’Alleanza venne fondata da tre persone: Edoardo Contini, detto "O' Romano" (originario del quartiere San Carlo all'Arena di Napoli), Francesco Mallardo detto "Ciccio 'e Carlantonio" (proveniente da Giugliano, paese alle porte di Napoli) e soprattutto Gennaro Licciardi, detto "'A Scigna" (di Secondigliano).
I primi due sono legati anche da saldi rapporti di parentela: hanno sposato due sorelle, trovandosi così cognati, una terza sorella ha invece sposato Patrizio Bosti, braccio destro di Contini.
Il "cartello" criminale diventa egemone in pochi anni, conquistando la leadership soprattutto nel lucroso traffico di droga: cocaina dal Sud America ed eroina dall'Asia (importata attraverso l'Albania).
L'organizzazione è inoltre sostenuta da personaggi di rilievo, spesso specializzati in un settore specifico, tra questi:
- Ciro Mantice (deceduto), businessman nel settore dell'abbigliamento, al quale viene delegato il compito di riciclare il denaro in attività legali nei più disparati settori, fino all'anno 2000 (quando gli furono sequestrati quasi cento miliardi di lire)[2];
- Patrizio Bosti, del Rione Amicizia, cognato del Contini, specializzato nel gestire le operazioni di fuoco del gruppo[3];
- Gaetano Bocchetti, di Secondigliano (uomo di fiducia dei Licciardi), vero specialista nell'importare droga e nel gestire la vendita al dettaglio di stupefacenti nei diversi punti di spaccio della città[4].

L'Alleanza comandò in città per oltre dieci anni, passando anche per vere e proprie "guerre" combattute con gruppi rivali, come quella del 1998-1999 che vide contrapposta l'Alleanza di Secondigliano al clan Mazzarella, della zona orientale di Napoli. Il cartello di Secondigliano risultò vincente, ma molte persone rimarranno uccise in entrambi gli schieramenti.
Alla fine degli anni novanta l’Alleanza subirà un declino: Licciardi, leader storico, morì in galera, Mallardo venne arrestato mentre Contini si diede latitante. Verso l'inizio del 2008 anche Edoardo Contini è stato arrestato, poco dopo l'arresto del suo alleato Vincenzo Licciardi, fratello di Gennaro. Per quanto riguarda i Mallardo, attualmente vengono ritenuti molto potenti e pericolosi.
Secondo gli inquirenti, l'Alleanza in stretti rapporti con la 'Ndrina Commisso si è dedicata al traffico e allo spaccio di cocaina e marijuana proveniente dal Sud America, via Olanda.

## Fatti recenti
Il 26 giugno 2019 sono stati arrestati 126 affiliati dell'Alleanza e sequestrati anche un ingente patrimonio di beni mobili e immobili del valore di circa 130 milioni di euro.
7 delle 126 persone destinatarie di altrettante misure cautelari emesse il 26 giugno 2019 si trovano in Sud America, Spagna, Paesi Bassi e nei Balcani, dove si erano trasferiti per gestire attività illecite per conto dell'Alleanza.
Secondo gli inquirenti, l'organizzazione ha fatto investimenti a Santo Domingo, il boss Ciccio ‘e Carlantonio avrebbe investito infatti almeno 1 milione ed 800.000 euro nella capitale della Repubblica Dominicana.
Ad aprile del 2019, l'indagine della Procura di Napoli denominata Cartagena ha confermato la piena operatività della cosiddetta "Alleanza di Secondigliano", il cartello mafioso creato negli anni '80 dai clan Contini, Bosti, Licciardi e Mallardo, che controlla una rete di imprenditori attiva nei seguenti settori economici: abbigliamento, commercio di elettrodomestici, gestione di bar e ristoranti, erogazione del credito, scommesse on line, distribuzione di carburanti, mercato immobiliare e dei preziosi.
Nel maggio 2020, Patrizio Bosti, uno dei più potenti boss della Camorra e uno dei leader dell'Alleanza di Secondigliano, è stato scarcerato. Bosti ha anche richiesto un risarcimento danni accusando lo Stato Italiano di trattamento “inumano e degradante” durante la sua detenzione. Il capo, che stava scontando una pena in carcere dal suo arresto in Spagna nel 2008, doveva uscire a dicembre del 2023, ma gli sono stati scomputati tre anni e mezzo tra liberazione anticipata e il tempo calcolato come credito vantato per il «trattamento inumano». Secondo le indagini, la libertà di Bosti rende ancora più forte l'Alleanza di Secondigliano e considerando che anche Maria Licciardi è libera, il cartello ha due dei suoi più potenti capi scarcerati. Il 16 maggio 2020 Bosti è tornato in carcere, il nuovo ordine di carcerazione riguarda un ricalcolo di pena da parte della magistratura emiliana sulla base di atti forniti dalla Procura di Napoli. Il boss dovrà ora scontare altri 6 anni, 8 mesi e 7 giorni di reclusione.

## Composizione
I clan generalmente considerati stabili affiliati al cartello sono:
- clan Mallardo
- clan Contini
- clan Licciardi

Contigui all'Alleanza di Secondigliano vengono ritenuti i clan Marfella (di Pianura), Aprea-Cuccaro (di Barra), D'Ausilio (di Bagnoli), Lepre (del Cavone-Montesanto), De Luca Bossa (del Lotto Zero), Caiazzo (del Vomero) e Reale (San Giovanni a Teduccio).

## Aree di influenza
L'Alleanza domina nei quartieri a nord della città (Secondigliano, Scampia, Piscinola, Miano, Chiaiano), un cartello composto dai Licciardi, i Contini e i Mallardo. I Di Lauro invece quali garanti esterni (gli uomini di "Ciruzzo 'o Milionario" hanno fatto da mediatori tra le varie famiglie, prevenendo possibili faide). Secondo gli inquirenti, l'Alleanza è attiva anche in Spagna, dove ricicla milioni di euro provenienti da attività illegali. Tra gli investimenti che l'organizzazione ha mantenuto nel paese c'erano anche pizzerie nella città di Madrid.